# Las profecías de Amanda
Las profecías de Amanda es una película cubana dirigida por Pastor Vega. Es un drama sobre la vida de una clarividente.

## Reparto
| Intérprete        | Personaje              |
| ----------------- | ---------------------- |
| Daisy Granados    | Amanda                 |
| Doren Granados    | Amanda (de niña)       |
| Laura Ramos       | Amanda (de joven)      |
| Luisa Pérez Nieto | Madre de Amanda        |
| Rogelio Blain     | Padre de Amanda        |
| Consuelo Vidal    | Abuela de Amanda       |
| Heron Vega        | Juan Carlos (de joven) |
| Adolfo Llauradó   | Adolfo                 |
| Marisela Berti    | Doctora                |
| Hiram Vega        | Periodista             |
| Laritz Vega       | Maestra                |

## Sinopsis
Amanda es una mujer que desde niña posee la habilidad de profetizar. Esto produce distintas reacciones dispares entre las personas que la conocen.
- Datos: Q5971266